# I'll Call You When I'm Home
I'll Call You When I'm Home is het debuut studioalbum van de Belgische zanger Berre. Het album werd door de Belgische platenmaatschappij Universal Music uitgebracht op 27 september 2024. Het album behaalde de eerste plaats in de Vlaamse albumlijst en werd in 2025 bekroond met een MIA voor beste album. 

## Achtergrond
De eerste single van het album Say My Name kwam uit in mei 2022, daarna volgden nog 5 singles, die allen de Vlaamse Ultratop 50 behaalden. Het album werd voorgesteld in de Ancienne Belgique in Brussel. Hij gaf ook een clubtour met shows in Gent, Leuven en Antwerpen.  

## Tracklist
1. Thrill of It All
2. What If I Break
3. Happier
4. You'll End Up Hating Me
5. Arrow
6. Say My Name
7. Interlude
8. Not Going Anywhere
9. Kissing Strangers
10. Break 'Em All
11. Never Know
12. Sing Alone